# Nicias de Cos

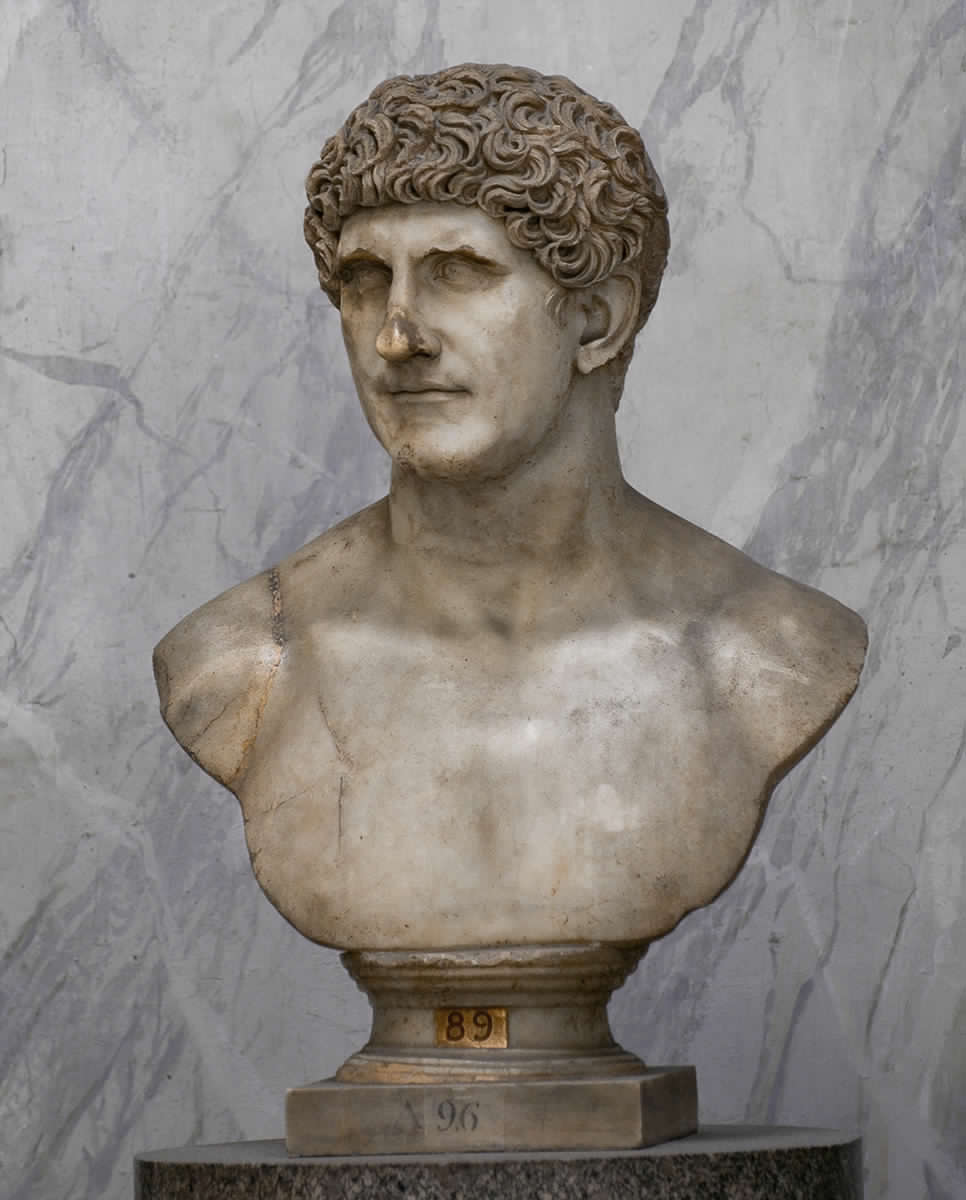
Busto de Marco Antonio, patrón de Nicias.

Nicias (en griego antiguo: Νικίας; murió alrededor del 20 a. C.), también conocido como Curtias Nicias, fue un gobernante de la isla de Cos bajo el dominio romano, durante el Segundo Triunvirato y principios del reinado de Augusto. Es conocido por acuñaciones, inscripciones y anécdotas en fuentes literarias antiguas. Fuentes antiguas parecen llamarle tirano. La profanación de su tumba puede haber dado lugar al Decreto de Nazaret.

## Reinado
La fecha de acuñación de monedas de Nicias y de anécdotas sobre él en fuentes literarias indican que gobernó durante el Segundo Triunvirato y hasta el reinado de Augusto. Parece haber dirigido un régimen en Cos que apoyó al oponente de Augusto, Marco Antonio, y permaneció en el poder después de que Augusto derrotara a Antonio en la batalla de Accio en el 31 a. C.
Eliano informa en su Varia Historia que Nicias tenía una oveja que dio a luz a un león, lo que era una señal de que sería tirano. Kostas Buraselis identifica esta historia como un tropo literario, diseñado para reforzar la legitimidad de un gobernante y quizás también para indicar que Nicias era de baja cuna. Anna Heller acepta la primera posibilidad, pero se muestra escéptica sobre la segunda.
Las monedas de bronce creadas durante el gobierno de Nicias comienzan a acuñarse alrededor del año 50 a. C. En el anverso tienen un retrato de un "hombre joven de cabello algo rizado, frente amplia, nariz aguileña, algo de barba escasa, y una expresión seria que transmiten sus ojos y la línea descendente de sus labios" y la leyenda "Nicias" (en griego antiguo: ΝΙΚΙΑΣ). En el reverso, tienen un retrato de Asclepio (el dios patrón de Kos) y dos leyendas, una que nombra al magistrado anual de la menta y otra que dice "de los Coanos" (en griego antiguo: ΚΩΙΩΝ) Nicias usa una banda en la cabeza, que ha sido identificada por algunos eruditos como una diadema (el símbolo de la realeza en el período helenístico), una corona o una infula, una banda anudada asociada con seres sagrados y creada para parecerse al dios Asclepio.

### Relaciones con Roma
Desde el 62 a. C. hasta alrededor del 52 a. C., Nicias estuvo en Roma, donde conoció a Cicerón, Pompeyo y otras figuras políticas de la época. Pompeyo, junto con Cayo Memio, le consiguió la ciudadanía romana bajo el nombre de Curtias Nicias. En una carta del 55 a. C., Cicerón lo describe como amigo de su destinatario Marcus Fadius Gallus, así como del triunviro Craso, y menciona que buscó su consejo sobre un asunto relacionado con su casa. En cartas posteriores del 45 a. C., menciona la 'conversación cultivada' que había disfrutado anteriormente con Nicias, así como las setas que Nicias sirvió en una cena a la que asistieron varias figuras de la élite romana. Suetonio le describió más tarde como un familiaris (amigo íntimo) de Cicerón.
En el 52 a. C., después de que Memio persiguiera sin éxito al suegro de Pompeyo, Metelo, por delitos electorales, persuadió a Nicias para que actuara en su nombre en un plan para seducir a Cornelia, la esposa de Pompeyo. Cornelia, sin embargo, reveló la carta a su esposo, lo que llevó a Pompeyo a revocar su favor hacia Nicias y desterrarlo de su casa.
Se unió a Publio Cornelio Dolabela (cónsul en el 44 a. C.) en su expedición a Partia en el 44 a. C.

### Altares
En Cos se han encontrado más de veinte pequeños altares de piedra asociados con Nicias, teniendo todos un texto idéntico:

θεοῖς πατρῴοις ὑπὲρ τᾶς Νικία τοῦ δάμου υἱοῦ, φιλοπάτριδος, ἥρωος, εὐεργέτα, δὲ τᾶς πόλιος σωτηρίας

(Dedicado) a los dioses ancestrales, por el bienestar de Nicias, hijo de la democracia, amante de la Patria, y benefactor de la ciudad.

El número de estos altares y su modesto tamaño, indica que originalmente fueron instalados en casas particulares. La uniformidad de sus inscripciones sugiere que fueron erigidas en respuesta a un decreto, quizás del propio Nicias. La inscripción de estos altares identifica estrechamente a Nicias con Cos y su gente, presentando su devoción al estado como equivalente a la piedad filial de un hijo hacia su padre. Esta es la primera certificación del título "hijo del Pueblo ( damos, griego dórico para demos ) ", que se convertiría en un honorífico común para los benefactores cívicos en el período imperial romano. Por lo general, los individuos griegos se nombran con un patronímico (el nombre de su padre), pero este está ausente en todos los altares. Kostas Buraselis sugiere que se hizo a propósito con la intención de presentarlo como un "hombre del pueblo", para tapar un nacimiento humilde y presentándose como ser semi-divino. Según Anna Heller, la asociación con un nacimiento humilde no es convincente, y la falta del patronímico debe entenderse como un esfuerzo por enfatizar la devoción filial de Nicias a Cos y como resultado de la novedad del título de "hijo del Pueblo". La fórmula "por el bienestar de" se deriva de dedicatorias erigidas en honor a los reyes helenísticos.

### Obras literarias
Nicias era conocido en la antigüedad como gramático y autor de un comentario sobre las obras de Cayo Lucilio. Sin embargo, recibe pocas menciones en los autores antiguos y no parece haber sido considerado particularmente significativo: mientras que Suetonio le otorga una breve entrada en sus Vidas de los gramáticos, incluso su amigo Cicerón no lo consideró una fuente fiable sobre el nombre correcto de la ciudad de El Pireo.

## Destino póstumo y reputación

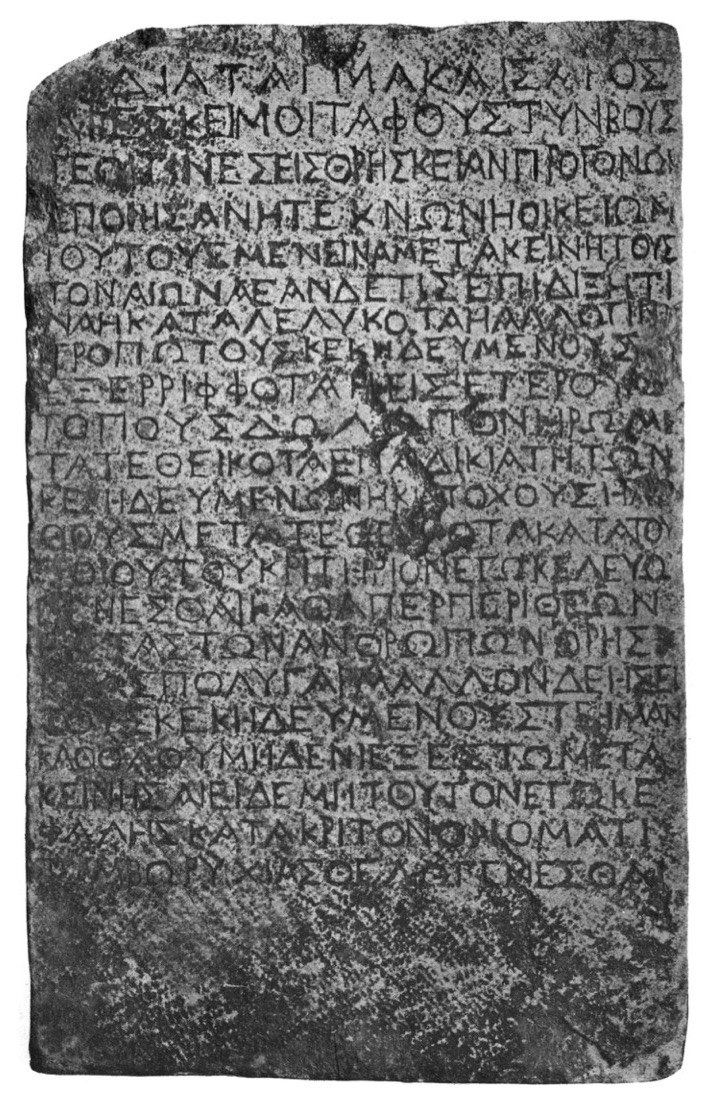
La inscripción de Nazaret, en un facsímil de su publicación original en 1930.

Después de su muerte, Nicias fue recordado como un tirano. El geógrafo Estrabón le describe como un tirano al que se opuso el "arpista de renombre" Teomnesto. Un busto de un niño, conocido solo por un breve informe y una fotografía publicados por G. Iakopich en 1928, tiene un grafito que dice "Nicias el tirano" que puede formar parte de una denigración de Nicias después de su muerte.
Según un poema sobre Nicias del epigramatista Crinágoras de Mitilene conservado en la Antología Palatina, la tumba de Nicias fue profanada después de su muerte:
 

No me digas que la muerte es el fin de la vida.
Los muertos, como los vivos, tienen sus propias causas de sufrimiento.
Mira el destino de Nicias de Cos.
Había ido a descansar al Hades, y ahora su cadáver ha vuelto a la luz del día.
Pues sus conciudadanos, forzando los cerrojos de su tumba, sacaron a rastras al pobre desdichado moribundo para castigarle.

En 2020, los investigadores demostraron que la Inscripción de Nazaret, un edicto proclamado por un César, que prohíbe la profanación de tumbas y que a veces está relacionado con la tumba de Jesús, está hecho de mármol de Cos. Propusieron que podría haber sido emitido por Augusto después de la profanación de la tumba de Nicias por parte de la gente de Cos.
Un decreto de Cos, que data probablemente de finales del siglo I d. C., revisa la lista de sacerdotes de Apolo como parte de un proceso de destrucción y reemplaza "todas las inscripciones grabadas inadmisible e ilegalmente". Los sacerdotes ilegales parecen ser los que sirvieron durante el reinado de Nicias. Buraselis propone que el largo tiempo entre la muerte de Nicias y la creación de esta lista, indica que inmediatamente después de su muerte hubo una continuidad significativa, con perspectivas positivas y negativas sobre él en conflicto entre sí.